# Scarabaeus devotus
Scarabaeus devotus är en skalbaggsart som beskrevs av Ludwig Redtenbacher 1848. Scarabaeus devotus ingår i släktet Scarabaeus och familjen bladhorningar. Inga underarter finns listade i Catalogue of Life.